# Lohmühle Werl

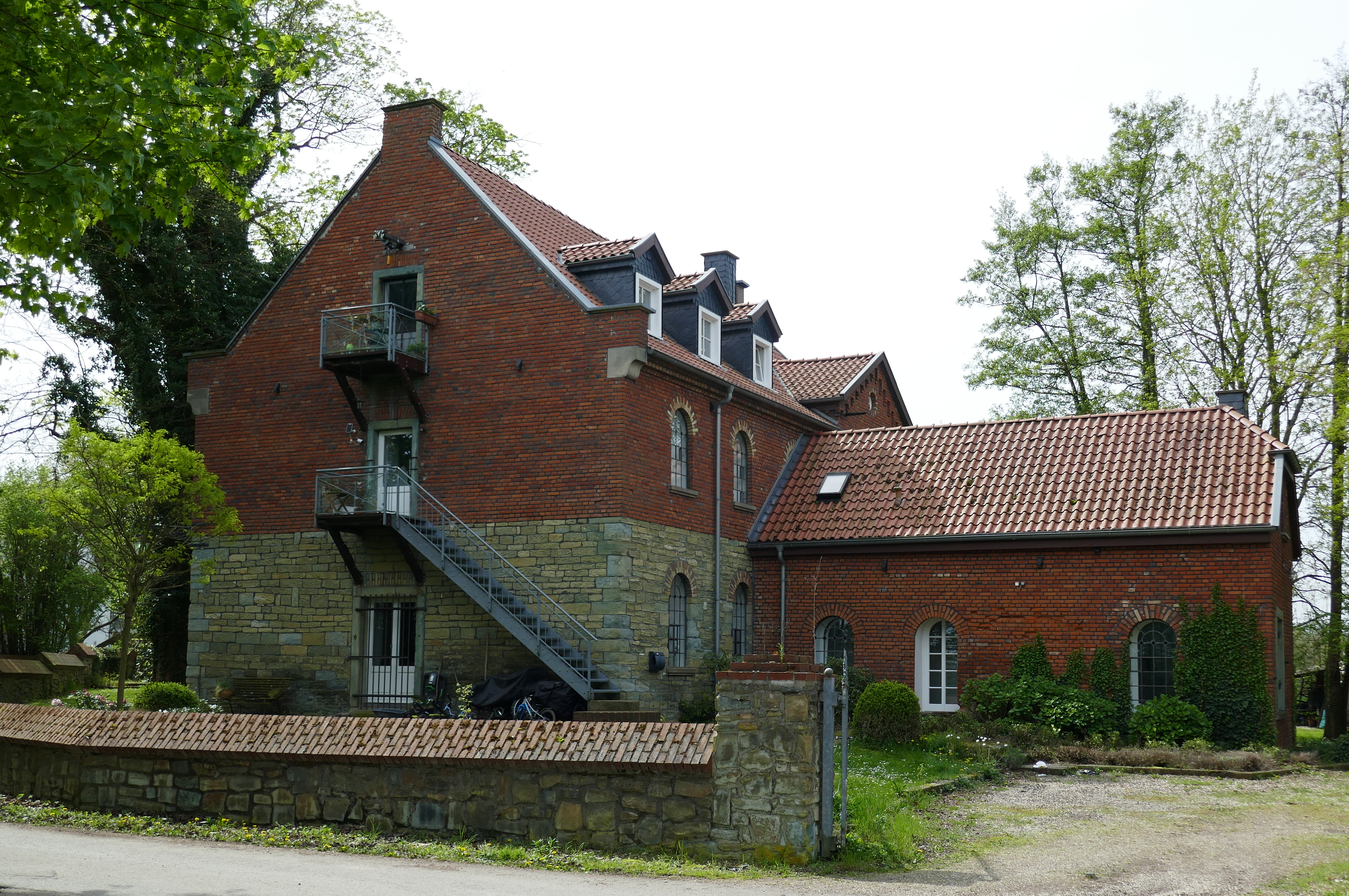
Lohmühle

Die Lohmühle ist ein denkmalgeschütztes Profangebäude in Westönnen, einem Ortsteil von Werl im Kreis Soest (Nordrhein-Westfalen).

## Geschichte
Die Lohmühle ist die ehemalige Wassermühle des Schlosses Lohe, das etwa einen Kilometer entfernt steht. Sie liegt am tiefsten Punkt des Ortsteiles Westönnen. In unmittelbarer Nähe fließen der Westönner Bach und der Mühlenbach zusammen. Der genaue Zeitpunkt der Errichtung des Gebäudes ist nicht überliefert, erstmals urkundlich erwähnt wurde es 1561 und 1685 in Kauf- und Pfändungsakten. In verschiedenen Akten und in den Westönner Kirchenbüchern werden von 1610 bis 1813 immer wieder Lohemüller genannt. Das Anwesen befand sich seit 1738 im Besitz der Familie von Papen. Die Anlage bestand ursprünglich aus zwei und zeitweise auch drei verschiedenen Gebäuden auf der rechten und linken Seite des Mühlenbaches. In den Gebäuden waren eine Öl- und eine Kornmühle untergebracht, auch von einer Walkemühle wird in den alten Akten berichtet. Bis 1865 wurden die Mühlen mit Wasserrädern und danach mit Turbinen angetrieben. In den 1970er Jahren wurden die Mühlen unrentabel und die Einrichtung wurde verkauft. Danach wurde das Gebäude kurze Zeit als Lager benutzt und dann an einen Privatmann verkauft.

## Umbau
Das Mühlengebäude sollte zu einem Wohnhaus umgebaut werden, es befand sich in einem schlechten Zustand. Es war undicht, abgesackt, unter Wasser stehend und zerfallen. In großen Bereichen fehlten die Fußböden oder waren durchgefault. In Absprache mit den zuständigen Denkmalbehörden wurde 1998 die Baugenehmigung erteilt.
Die Hohlblocksteinaufbauten mit Eternit-Pultdächern wurden abgebrochen und neue Dachstühle und Dächer gebaut. Es wurde eine Hauskläranlage installiert. Sämtliche Decken wurden in Beton oder als Balkenlagen neu eingezogen, danach wurden die Außenwände der Anbauten erneuert. Etwa 20 historische Gussfenster wurden aufgearbeitet und neu verglast. Die Fassadensteine wurden freigelegt und neu verfugt. Der Bau war 2000 bezugsfertig.

## Brücken
Das Mühlengrundstück wird von einem öffentlichen Weg durchquert, der über zwei historische Sandsteinbrücken führt. Vermutlich wurden sie um 1795 gebaut und mit dem Anstaubecken vor der Mühle verbunden. Die Brücken wurden umfangreich saniert.